# سان مارتن دي توس
بلدية سانت مارتي دي تاوس (بالكاتالانية: Sant Martí de Tous) هي إحدى بلديات مقاطعة برشلونة، والتي تقع في منطقة كاتالونيا، شرق إسبانيا.
يبلغ عدد سكانها 1.104 نسمة وفقاً لإحصائية سنة (2007).